# Pleichach
La Pleichach est une rivière traversant la ville allemande de Wurtzbourg et son arrondissement, dans le Land de Bavière.

## Géographie
Le Pleichach traverse les communes d'Unterpleichfeld et de Rimpar, le quartier de Versbach et se jette dans le Main en tant qu'affluent droit à Wurtzbourg.
Les sources du Pleichach se trouvent au nord d'Erbshausen-Sulzwiesen, un quartier de Hausen. Elle coule initialement dans une direction ouest-sud-ouest. Peu avant Rimpar, la Pleichach fait deux boucles, au bout desquelles elle coule vers le nord dans la ville. À Rimpar, elle s'incurve ensuite vers le sud avec un virage serré à 180°. Elle continue de serpenter et traverse Versbach et le Lindleinsmühle en direction du sud. Après le Lindleinsmühle, elle accueille son plus grand affluent, la Kürnach, par la gauche et l'est. Peu de temps après, la Pleichach change à nouveau de cap et se dirige ensuite vers l'ouest. Peu avant la gare de Wurtzbourg, elle disparaît dans un tunnel qu'elle ne quitte plus jusqu'à son embouchure. La Pleichach se jette enfin dans le Main par la droite, juste au-dessus de la centrale thermique de Wurtzbourg.

### Affluents
La liste suivante contient une sélection d'affluents et de lacs de la source à l'embouchure avec des informations sur la longueur, le bassin versant et la hauteur :
- Riederngraben, de la droite et de l'ouest à environ 268 m au nord de Bergtheim, 1,2 km[1].
- Bergtheimer Bach ou Dorfbach, de la droite et à l'ouest à environ 261 m à l'est de Bergtheim, 3,2 km[1].
- Alter Seebach, de la gauche et du nord-est jusqu'à environ 259 m, 4,8 km et 6,4 km2[1].
- Triebgraben, de la gauche et de l'est sur 257,8 m juste avant Oberpleichfeld, 1 km[1].
- Grumbach, de la droite et du nord-nord-ouest sur 254,7 m peu après Unterpleichfeld, 8 km avec la séquence de section de nom Erbshausener Bach → Grundelbach → Grumbach et 19,2 km2[1]
- Erleinsbach, depuis la droite et le nord-ouest à environ 261 m après la station d'épuration d'Unterpleichfeld, 3,7 km[1].
- Sur une longueur d'environ 0,7 km à environ 243 m, un groupe d'étangs rapprochés se trouvant presque exclusivement sur la gauche dans Rimpar-Maidbronn[1].
- Eselsbach, de la gauche et du nord-est à environ 199 m à Wurtzbourg-Versbach, 2,4 km[1].
- Kürnach, depuis la gauche et globalement vers le nord-est à environ 186 m en face de la clinique de la Versbacher Straße dans le centre de Wurtzbourg, 11,6 km[1].

## Écologie
Le Pleichach, qui était devenu un « mauvais égout » puis un ruisseau à truites entre 1955 et 1972, est reconstruit des kilomètres 17,5 à 17,0 en octobre 2004 par le bureau de gestion des eaux de Wurtzbourg selon des aspects écologiques. Cela poursuit la renaturation entre les kilomètres 18,1 et 17,5 commencée en 2002.
Le cours initialement droit et monotone est plus structuré par des ramifications et des élargissements de lit changeants ainsi que par des pentes de remblai plus plates et des seuils de lit plus petits, réduisant ainsi la vitesse d'écoulement lors des crues.
Dans le Pleichach, il y a des truites fario, loches franches, des goujons, des vandoises, des gardons, des lottes et des épinoches à trois épines.